# Universität Gaziantep
Die Universität Gaziantep (türkisch Gaziantep Üniversitesi) ist eine staatliche Universität in Gaziantep in der Türkei.

## Geschichte
Die 1973 gegründete Fakultät für Maschinenbau und die 1974 gegründete Gaziantep Engineering Faculty, deren Unterrichtssprache Englisch ist, bilden die Grundlage der Universität von Gaziantep.
Die Gaziantep Engineering Faculty wurde 1974 durch die Eröffnung des Department of Electrical and Electronics Engineering gegründet. Im Anschluss daran wurde 1977 das Department of Food Engineering; 1981 die Fakultät für Bauingenieurwesen; 1982 wurde das Institut für Technische Physik gegründet. Die Universität von Gaziantep wurde am 27. Juni 1987 eine unabhängige staatliche Universität.
Die Gaziantep Engineering Faculty und die Gaziantep Vocational School of Higher Education im Körper der Middle East Technical University (METU) wurden durch dasselbe Gesetz mit der Universität von Gaziantep verbunden. Dazu kommen die Medizinische Fakultät, die Philosophische Fakultät, die Wirtschafts- und Verwaltungswissenschaftliche Fakultät, die Pädagogische Fakultät in Adiyaman, die Berufsschule für Höhere Bildung in Kilis, Graduiertenschulen für Natur- und Angewandte Wissenschaften, Sozialwissenschaften, Gesundheitswissenschaften und das Staatliche Konservatorium für Türkische Musik gegründet.

Derzeit wird Bildung/Unterricht an acht Fakultäten, drei Hochschulen, einem Konservatorium, acht Berufsfachhochschulen, drei Graduiertenschulen und fünf Serviceabteilungen aufrechterhalten, nämlich der Abteilung für Leibeserziehung und Sport, der Abteilung für türkische Sprache und der Hochschule für Fremdsprachen, die Fakultät für Informatik und die Abteilung für Atatürks Prinzipien und die Geschichte der türkischen Erneuerung, die dem Rektorat angeschlossen sind, um eine Vielzahl von Kursen in 107 Hauptbereichen auf Bachelor- und Masterebene anzubieten.